# XII legislatura della Repubblica Italiana
La XII legislatura della Repubblica Italiana è stata in carica dal 15 aprile 1994 all'8 maggio 1996.

## Cronologia
Le elezioni politiche si tennero il 27 e 28 marzo 1994. Per la prima volta si vota con il nuovo sistema elettorale maggioritario, la cosiddetta legge Mattarella. Questa legislatura segna l'inizio della cosiddetta "seconda Repubblica". Fra le più importanti novità legislative, c'è l'approvazione della riforma Dini sulle pensioni.

## Governi
- Governo Berlusconi I
  - Dal 10 maggio 1994 al 17 gennaio 1995
  - Presidente del Consiglio dei ministri: Silvio Berlusconi (Deputato, FI)
  - Composizione del governo: FI, AN-MSI, LN, CCD

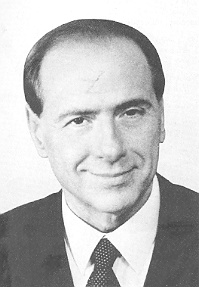
Silvio Berlusconi, Presidente del Consiglio dal 10 maggio 1994 al 17 gennaio 1995.

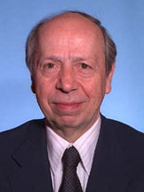
Lamberto Dini, Presidente del Consiglio dal 17 gennaio 1995 al 17 maggio 1996.

- Governo Dini
  - Dal 17 gennaio 1995 al 17 maggio 1996
  - Presidente del Consiglio dei ministri: Lamberto Dini (Tecnico)
  - Composizione del governo: Tecnico (appoggio esterno di PDS, PPI e LN)

## Camera dei deputati

### Ufficio di Presidenza

#### Presidente
Irene Pivetti (LN) - L'elezione è avvenuta il 16 aprile 1994.

#### Vice presidenti
- Lorenzo Acquarone (PPI)
- Vittorio Dotti (FI) [fino al 09/11/1994]
- Ignazio La Russa (AN-MSI) [dal 25/05/1994]
- Adriana Poli Bortone (AN-MSI) [fino al 25/05/1994]
- Luciano Violante (Progr. Feder.)

#### Questori
- Maurizio Balocchi (LN)
- Marida Bolognesi (Rif.Com.-Progr.)
- Ugo Martinat (AN-MSI)

#### Segretari
- Mario Baccini (CCD) [dal 05/05/1994]
- Diana Battaggia (LN) [dal 09/3/1995]
- Elisabetta Bertotti (Misto)
- Valter Bielli (Rif.Com.-Progr.) [dal 09/03/1995]
- Emma Bonino (FI) [fino al 24/01/1995]
- Luciano Caveri (Misto) [dal 05/05/1994]
- Gaetano Colucci (AN-MSI)
- Franco Corleone (Progr. Feder.)
- Raffaele della Valle (FI) [dal 09/11/1994]
- Giuseppe Gambale (Progr. Feder.)
- Guido Lo Porto (AN-MSI) [fino al 25/05/1994]
- Lucio Malan (Misto) [dal 09/03/1995]
- Elena Montecchi (Progr. Feder.)
- Angelo Muzio (Rif.Com.-Progr.) [dal 01/08/1995]
- Enrico Nan (FI)
- Gianni Rivera (Misto) [dal 09/03/1995]
- Guglielmo Rositani (AN-MSI) [dal 25/05/1994]

### Capigruppo parlamentari
| Gruppo parlamentare | Gruppo parlamentare                                                               | Presidente | Seggi     |
| ------------------- | --------------------------------------------------------------------------------- | --- | --------- |
|                     | Progressisti - Federativo                                                         | Luigi Berlinguer | 164 / 628 |
|                     | Forza Italia                                                                      | Raffaele della Valle [fino al 14/10/1994] Vittorio Dotti [dal 14/10/1994 al 27/03/1996] vacante [dal 27/03/1996]              | 110 / 628 |
|                     | Alleanza Nazionale - MSI [fino al 07/02/1995] Alleanza Nazionale [dal 07/02/1995] | Giuseppe Tatarella [fino al 25/05/1994] Raffaele Valensise [dal 25/05/1994 al 24/02/1995] Giuseppe Tatarella [dal 24/02/1995] | 105 / 628 |
|                     | Lega Nord                                                                         | Roberto Maroni [fino al 12/05/1994] Pierluigi Petrini [dal 12/05/1994 al 06/07/1995] Vito Gnutti [dal 06/07/1995]             | 71 / 628  |
|                     | Centro Cristiano Democratico                                                      | Clemente Mastella [fino al 19/05/1995] Carlo Giovanardi [dal 19/05/1995]                                                      | 42 / 628  |
|                     | Misto                                                                             | Siegfried Brugger | 36 / 628  |
|                     | Federalisti e Liberaldemocratici                                                  | Furio Gubetti [fino al 23/06/1995] Raffaele Costa [dal 23/06/1995 al 09/01/1996] Lelio Lantella [dal 09/01/1996]              | 28 / 628  |
|                     | Partito Popolare Italiano                                                         | Beniamino Andreatta | 27 / 628  |
|                     | Rifondazione Comunista - Progressisti                                             | Famiano Crucianelli [fino al 30/03/1995] Oliviero Diliberto [dal 30/03/1995]                                                  | 24 / 628  |
|                     | I Democratici                                                                     | Mariotto Segni [fino al 21/07/1995] Willer Bordon [dal 21/07/1995]                                                            | 21 / 628  |

#### Gruppi cessati di esistere nel corso della legislatura
| Gruppo parlamentare | Gruppo parlamentare       | Presidente     | Data di scioglimento |
| ------------------- | ------------------------- | -------------- | -------------------- |
|                     | Lega Italiana Federalista | Romano Filippi | 13/07/1995           |

### Commissioni parlamentari
| #    | Commissione                                                     | Presidente                               | Presidente                                           |
| ---- | --------------------------------------------------------------- | ---------------------------------------- | ---------------------------------------------------- |
| I    | Affari costituzionali, della Presidenza del consiglio e interni |                                          | Gustavo Selva (AN-MSI/AN)                            |
| II   | Giustizia                                                       |                                          | Tiziana Maiolo (FI)                                  |
| III  | Affari esteri e comunitari                                      |                                          | Mirko Tremaglia (AN-MSI/AN)                          |
| IV   | Difesa                                                          |                                          | Paolo Bampo (LN)                                     |
| V    | Bilancio, tesoro e programmazione                               |                                          | Silvio Liotta (FI)                                   |
| VI   | Finanze                                                         |                                          | Paolo Agostinacchio (AN-MSI/AN) [fino al 13/09/1995] |
| VI   | Finanze                                                         | Pierangelo Paleari (FI) [dal 20/09/1995] |                                                      |
| VII  | Cultura, scienza e istruzione                                   |                                          | Vittorio Sgarbi (Misto)                              |
| VIII | Lavori pubblici                                                 |                                          | Francesco Formenti (LN)                              |
| IX   | Trasporti, poste e telecomunicazioni                            |                                          | Sante Perticaro (CCD)                                |
| X    | Attività produttive, commercio e turismo                        |                                          | Alessandro Rubino (FI)                               |
| XI   | Lavoro pubblico e privato                                       |                                          | Marco Sartori (LN)                                   |
| XII  | Affari sociali                                                  |                                          | Roberto Calderoli (LN)                               |
| XIII | Agricoltura                                                     |                                          | Alberto Lembo (LN)                                   |

### Riepilogo della composizione
| Gruppo parlamentare alla Camera dei deputati | Gruppo parlamentare alla Camera dei deputati            | Inizio legislatura | 1994 | 1995 | Fine legislatura |
| -------------------------------------------- | ------------------------------------------------------- | ------------------ | ---- | ---- | ---------------- |
|                                              | Progressisti - Federativo (Prog. Feder.)                | 143                | 167  | 163  | 164              |
|                                              | Forza Italia (FI)                                       | 113                | 108  | 110  | 110              |
|                                              | Alleanza Nazionale (AN-MSI/AN)                          | 109                | 109  | 106  | 105              |
|                                              | Lega Nord (LN)                                          | 117                | 103  | 76   | 71               |
|                                              | Centro Cristiano Democratico (CCD)                      | 27                 | 27   | 40   | 42               |
|                                              | Federalisti e Liberaldemocratici (FLD)                  | —                  | 20   | 31   | 28               |
|                                              | Partito Popolare Italiano (PPI)                         | 33                 | 33   | 27   | 27               |
|                                              | Rifondazione Comunista - Progressisti (Rif.Com.-Progr.) | 39                 | 39   | 24   | 24               |
|                                              | I Democratici (I Dem)                                   | —                  | —    | 21   | 21               |
|                                              | Lega Italiana Federalista (LIF)                         | —                  | —    | —    | —                |
|                                              | Gruppo misto                                            | 49                 | 24   | 30   | 36               |
| Totale                                       | Totale                                                  | 630                | 630  | 628  | 628              |

#### Modifiche nella composizione dei gruppi parlamentari
1. ↑  Ventiquattro deputati aderiscono al gruppo Progr. Feder. durante il 1994. Abbandonando il gruppo Misto: Giuseppe Albertini, Pasquale La Cerra, Miriam Mafai, Nicola Magrone, Giovanna Melandri, Giuseppe Pericu, Ferdinando Schettino e Valdo Spini il 5 maggio, Enrico Boselli, Carlo Carli, Magda Cornacchione Milella, Ottaviano Del Turco, Vittorio Emiliani, Mario Gatto, Luigi Giacco, Gino Giugni, Alberto La Volpe, Vincenzo Mattina, Rosario Olivo, Donato Pace e Luigi Porcari il 16 maggio, Ferdinando Adornato, Serafino Pulcini e Vincenzo Torre il 14 giugno.
2. ↑  Un deputato aderisce al gruppo Progr. Feder. durante il 1995. Abbandonando il gruppo Rif.Com.-Progr.: Giuseppe Giulietti il 22 marzo.

Cinque deputati abbandonano il gruppo Progr. Feder. durante il 1995. Aderiscono al gruppo I Dem: Giuseppe Albertini, Enrico Boselli, Ottaviano Del Turco, Gino Giugni e Alberto La Volpe il 21 febbraio.

Un deputato del gruppo Progr. Feder. decede durante il 1995: Davide Visani il 27 febbraio, il 16 maggio è sostituito da Elsa Signorino.
3. ↑  Tre deputati aderiscono al gruppo Progr. Feder. durante il 1996. Abbandonando il gruppo Misto: Stefano Podestà il 10 gennaio, Riccardo Fragassi e Vincenzo Siniscalchi il 2 febbraio.

Due deputati abbandonano il gruppo Progr. Feder. durante il 1996. Aderiscono al gruppo Misto: Stefano Podestà il 13 marzo, Ferdinando Schettino il 27 marzo.
4. ↑  Due deputati aderiscono al gruppo FI durante il 1994. Abbandonando il gruppo Misto: Gian Piero Broglia il 7 dicembre. Abbandonando il gruppo CCD: Paolo Becchetti il 16 dicembre.

Sette deputati abbandonano il gruppo FI durante il 1994. Aderiscono al gruppo FLD: Raffaele Costa, Angelo Raffaele Devicienti, Giuseppe Lazzarini, Paolo Mammola e Paolo Emilio Taddei il 19 dicembre. Aderiscono al gruppo Misto: Vittorio Sgarbi il 1º giugno, Gian Piero Broglia il 25 novembre.
5. ↑  Cinque deputati aderiscono al gruppo FI durante il 1995. Abbandonando il gruppo FLD: Angelo Raffaele Devicienti e Paolo Mammola l'11 aprile, Furio Gubetti il 6 luglio, Cristoforo Canavese il 22 settembre, Giuseppe Dallara il 28 settembre.

Due deputati abbandonano il gruppo FI durante il 1995. Aderisce al gruppo FLD: Tina Lagostena Bassi il 18 maggio. Aderisce al gruppo Misto: Stefano Podestà il 3 agosto.

Tre deputati del gruppo FI cessano dal mandato parlamentare durante il 1995: Emma Bonino il 24 gennaio, l'11 aprile è sostituita da Giovanni Saonara che aderisce al gruppo Misto; Giancarlo Galan il 22 giugno, lo stesso giorno è sostituito da Ombretta Colli; Enzo Ghigo il 13 luglio, lo stesso giorno è sostituito da Sergio Travaglia.
6. ↑  Un deputato aderisce al gruppo AN durante il 1995. Abbandonando il gruppo FLD: Franco Rocchetta il 1º agosto.

Un deputato abbandona il gruppo AN-MSI durante il 1995. Aderisce al gruppo Misto: Modesto Della Rosa il 31 gennaio.

Due deputati del gruppo AN cessano dal mandato parlamentare durante il 1995: Antonio Rastrelli il 15 giugno, il 25 ottobre è sostituito da Vincenzo Siniscalchi che aderisce al gruppo Misto; Paolo Agostinacchio il 18 ottobre, il 17 gennaio 1996 è sostituito da Antonio Pepe.

Un deputato del gruppo AN decede durante il 1995: Gaetano Olivieri il 26 novembre.
7. ↑  Un deputato subentrante aderisce al gruppo AN durante il 1996: Antonio Pepe il 17 gennaio, in sostituzione di Paolo Agostinacchio.

Due deputati abbandonano il gruppo AN durante il 1996. Aderiscono al gruppo Misto: Cesare Cefaratti il 27 marzo, Teodoro Stefano Tascone il 18 aprile.
8. ↑  Quattordici deputati abbandonano il gruppo LN durante il 1994. Aderiscono al gruppo Misto: Sergio Castellaneta il 19 maggio, Vittorio Aliprandi l'8 settembre, Marilena Marin il 30 settembre, Pier Corrado Salino il 20 ottobre, Luca Basso, Furio Gubetti, Lelio Lantella, Lucio Malan e Riccardo Sandrone il 21 ottobre. Aderiscono al gruppo FLD: Mauro Bonato, Cristoforo Canavese, Giuseppe Dallara e Franco Rocchetta il 19 dicembre. Aderisce al gruppo CCD: Raul Lovisoni il 30 dicembre.

Due deputate del gruppo LN cessano dal mandato parlamentare durante il 1994: Maria Galli il 21 giugno, il giorno successivo è sostituita da Riccardo Fragassi; Angiola Zilli il 30 giugno, lo stesso giorno è sostituita da Fabio Dosi.
9. ↑  Ventisette deputati abbandonano il gruppo LN durante il 1995. Aderiscono al gruppo LIF: Stefano Aimone Prina, Emanuele Basile, Flavio Caselli, Vincenzo Ciruzzi, Romano Filippi, Riccardo Fragassi, Marcello Lazzati, Francesco Miroglio, Luigi Negri, Giuseppe Rossetto, Franca Valenti, Giorgio Vido e Luigi Zocchi il 15 febbraio. Aderiscono al gruppo FLD: Alida Benetto Ravetto, Luisella Cavallini, Fede Latronico e Gualberto Niccolini l'11 gennaio, Salvatore Bellomi il 23 gennaio, Luca Azzano Cantarutti, Diana Battaggia, Flavio Devetag, Enrico Hüllweck e Roberta Pizzicara il 13 luglio. Aderiscono al gruppo Misto: Mauro Polli il 7 febbraio, Elisabetta Bertotti il 29 giugno, Marco Romanello il 13 luglio. Aderisce al gruppo CCD: Danilo Montanari il 23 gennaio.
10. ↑  Quattro deputati abbandonano il gruppo LN durante il 1996. Aderiscono al gruppo Misto: Roberto Asquini il 13 marzo, Maurizio Menegon, Corrado Arturo Peraboni e Pierluigi Petrini il 27 marzo.

Un deputato del gruppo LN decede durante il 1996: Claudio Percivalle il 28 aprile.
11. ↑  Un deputato aderisce al gruppo CCD durante il 1994. Abbandonando il gruppo LN: Raul Lovisoni il 30 dicembre.

Un deputato abbandona il gruppo CCD durante il 1994. Aderisce al gruppo FI: Paolo Becchetti il 16 dicembre.
12. ↑  Tredici deputati aderiscono al gruppo CCD durante il 1995. Abbandonando il gruppo PPI: Rocco Buttiglione, Stefania Fuscagni, Renzo Gubert, Maria Moioli Viganò, Gianfranco Rotondi e Angelo Sanza il 4 luglio. Abbandonando il gruppo FLD: Luca Azzano Cantarutti, Diana Battaggia, Flavio Caselli, Flavio Devetag, Enrico Hüllweck e Roberta Pizzicara il 29 dicembre. Abbandonando il gruppo LN: Danilo Montanari il 23 gennaio.
13. ↑  Due deputati aderiscono al gruppo CCD durante il 1996. Abbandonando il gruppo FLD: Salvatore Bellomi e Mauro Bonato il 21 febbraio.
14. ↑  Venti deputati aderiscono al gruppo FLD durante il 1994. Abbandonando il gruppo Misto: Vittorio Aliprandi, Luca Basso, Pietro Cerullo, Furio Gubetti, Lelio Lantella, Lucio Malan, Marilena Marin, Alberto Michelini, Pier Corrado Salino, Riccardo Sandrone, Giuseppe Siciliani il 19 dicembre. Abbandonando il gruppo LN: Mauro Bonato, Cristoforo Canavese, Giuseppe Dallara, Giuseppe Lazzarini e Franco Rocchetta il 19 dicembre. Abbandonando il gruppo FI: Raffaele Costa, Angelo Raffaele Devicienti, Paolo Mammola e Paolo Emilio Taddei il 19 dicembre.
15. ↑  Ventiquattro deputati aderiscono al gruppo FLD durante il 1995. Abbandonando il gruppo LN: Alida Benetto Ravetto, Luisella Cavallini, Fede Latronico e Gualberto Niccolini l'11 gennaio, Salvatore Bellomi il 23 gennaio, Luca Azzano Cantarutti, Diana Battaggia, Flavio Devetag, Enrico Hüllweck e Roberta Pizzicara il 13 luglio. Abbandonando il gruppo Misto: Stefano Aimone Prina, Emanuele Basile, Vincenzo Ciruzzi, Marcello Lazzati, Luigi Negri, Mauro Polli, Marco Romanello, Giuseppe Rossetto, Franca Valenti e Luigi Zocchi il 20 dicembre. Abbandonando il gruppo LIF: Flavio Caselli, Romano Filippi e Francesco Miroglio il 13 luglio. Abbandonando il gruppo FI: Tina Lagostena Bassi il 18 maggio.

Tredici deputati abbandonano il gruppo FLD durante il 1995. Aderiscono al gruppo CCD: Luca Azzano Cantarutti, Diana Battaggia, Flavio Caselli, Flavio Devetag, Enrico Hüllweck e Roberta Pizzicara il 29 dicembre. Aderiscono al gruppo FI: Angelo Raffaele Devicienti e Paolo Mammola l'11 aprile, Furio Gubetti il 6 luglio, Cristoforo Canavese il 22 settembre, Giuseppe Dallara il 28 settembre. Aderisce al gruppo Misto: Paolo Emilio Taddei il 27 aprile. Aderisce al gruppo AN: Franco Rocchetta il 1º agosto.
16. ↑  Tre deputati abbandonano il gruppo FLD durante il 1996. Aderiscono al gruppo CCD: Salvatore Bellomi e Mauro Bonato il 21 febbraio. Aderisce al gruppo Misto: Marco Romanello il 7 febbraio.
17. ↑  Un deputato aderisce al gruppo PPI durante il 1994. Abbandonando il gruppo Misto: Antonio Lia il 14 giugno.

Un deputato abbandona il gruppo PPI durante il 1994. Aderisce al gruppo Misto: Antonio Lia il 2 giugno.
18. ↑  Sei deputati abbandonano il gruppo PPI durante il 1995. Aderiscono al gruppo CCD: Rocco Buttiglione, Stefania Fuscagni, Renzo Gubert, Maria Moioli Viganò, Gianfranco Rotondi e Angelo Sanza il 4 luglio.

Un deputato del gruppo PPI cessa dal mandato parlamentare durante il 1995: Roberto Formigoni il 27 giugno, il 29 giugno è sostituito da Patrizia Toia.
19. ↑  Quindici deputati abbandonano il gruppo Rif.Com.-Progr. durante il 1995. Aderiscono al gruppo Misto: Angelo Altea, Valter Bielli, Giuliano Boffardi, Marida Bolognesi, Francesco Calvanese, Rita Commisso, Famiano Crucianelli, Martino Dorigo, Sergio Garavini, Mauro Guerra, Gianfranco Nappi, Roberto Sciacca, Giuseppe Scotto Di Luzio e Adriano Vignali il 20 giugno. Aderisce al gruppo Progr. Feder.: Giuseppe Giulietti il 22 marzo.
20. ↑  Ventuno deputati aderiscono al gruppo I Dem durante il 1995. Abbandonando il gruppo Misto: Giuseppe Ayala, Giorgio Bogi, Willer Bordon, Silvano Gori, Enrico Indelli, Diego Masi, Carla Mazzuca Poggiolini, Pietro Milio, Antonino Mirone, Roberto Paggini, Elisa Pozza Tasca, Gianni Rivera, Luciana Sbarbati, Mariotto Segni, Mario Soldani e Denis Ugolini il 21 febbraio. Abbandonando il gruppo Progr. Feder.: Giuseppe Albertini, Enrico Boselli, Ottaviano Del Turco, Gino Giugni e Alberto La Volpe il 21 febbraio.
21. ↑  Quattordici deputati aderiscono al gruppo LIF durante il 1995. Abbandonando il gruppo LN: Stefano Aimone Prina, Emanuele Basile, Flavio Caselli, Vincenzo Ciruzzi, Romano Filippi, Riccardo Fragassi, Marcello Lazzati, Francesco Miroglio, Luigi Negri, Giuseppe Rossetto, Franca Valenti, Giorgio Vido e Luigi Zocchi il 15 febbraio. Abbandonando il gruppo Misto: Mauro Polli il 15 febbraio.

Quattordici deputati abbandonano il gruppo LIF durante il 1995. Aderiscono al gruppo Misto: Giorgio Vido il 29 marzo, Stefano Aimone Prina, Emanuele Basile, Vincenzo Ciruzzi, Riccardo Fragassi, Marcello Lazzati, Luigi Negri, Mauro Polli, Giuseppe Rossetto, Franca Valenti e Luigi Zocchi il 13 luglio. Aderiscono al gruppo FLD: Flavio Caselli, Romano Filippi e Francesco Miroglio il 13 luglio.
22. ↑  Dodici deputati aderiscono al gruppo Misto durante il 1994. Abbandonando il gruppo LN : Sergio Castellaneta il 19 maggio, Vittorio Aliprandi l'8 settembre, Marilena Marin il 30 settembre, Pier Corrado Salino il 20 ottobre, Luca Basso, Furio Gubetti, Lelio Lantella, Lucio Malan e Riccardo Sandrone il 21 ottobre. Abbandonando il gruppo FI: Vittorio Sgarbi il 1º giugno, Gian Piero Broglia il 25 novembre. Abbandonando il gruppo PPI: Antonio Lia il 2 giugno.

Trentasette deputati abbandonano il gruppo Misto durante il 1994. Aderiscono al gruppo Progr. Feder.: Giuseppe Albertini, Pasquale La Cerra, Miriam Mafai, Nicola Magrone, Giovanna Melandri, Giuseppe Pericu, Ferdinando Schettino e Valdo Spini il 5 maggio, Enrico Boselli, Carlo Carli, Magda Cornacchione Milella, Ottaviano Del Turco, Vittorio Emiliani, Mario Gatto, Luigi Giacco, Gino Giugni, Alberto La Volpe, Vincenzo Mattina, Rosario Olivo, Donato Pace e Luigi Porcari il 16 maggio, Ferdinando Adornato, Serafino Pulcini e Vincenzo Torre il 14 giugno. Aderiscono al gruppo FLD: Vittorio Aliprandi, Luca Basso, Pietro Cerullo, Furio Gubetti, Lelio Lantella, Lucio Malan, Marilena Marin, Alberto Michelini, Pier Corrado Salino, Riccardo Sandrone, Giuseppe Siciliani il 19 dicembre. Aderisce al gruppo PPI: Antonio Lia il 14 giugno. Aderisce al gruppo FI: Gian Piero Broglia il 7 dicembre.
23. ↑  Trentuno deputati aderiscono al gruppo Misto durante il 1995. Abbandonando il gruppo Rif.Com.-Progr.: Angelo Altea, Valter Bielli, Giuliano Boffardi, Marida Bolognesi, Francesco Calvanese, Rita Commisso, Famiano Crucianelli, Martino Dorigo, Sergio Garavini, Mauro Guerra, Gianfranco Nappi, Roberto Sciacca, Giuseppe Scotto Di Luzio e Adriano Vignali il 20 giugno. Abbandonando il gruppo LIF: Giorgio Vido il 29 marzo, Stefano Aimone Prina, Emanuele Basile, Vincenzo Ciruzzi, Riccardo Fragassi, Marcello Lazzati, Luigi Negri, Mauro Polli, Giuseppe Rossetto, Franca Valenti e Luigi Zocchi il 13 luglio. Abbandonando il gruppo LN: Mauro Polli il 7 febbraio, Elisabetta Bertotti il 29 giugno, Marco Romanello il 13 luglio. Abbandonando il gruppo AN-MSI: Modesto Della Rosa il 31 gennaio. Abbandonando il gruppo FI: Stefano Podestà il 3 agosto. Abbandonando il gruppo FLD: Paolo Emilio Taddei il 27 aprile.

Due deputati subentranti aderiscono al gruppo Misto durante il 1995: Giovanni Saonara l'11 aprile, in sostituzione di Emma Bonino del gruppo FI; Vincenzo Siniscalchi il 25 ottobre, in sostituzione di Antonio Rastrelli del gruppo AN.

Ventisette deputati abbandonano il gruppo Misto durante il 1995. Aderiscono al gruppo I Dem: Giuseppe Ayala, Giorgio Bogi, Willer Bordon, Silvano Gori, Enrico Indelli, Diego Masi, Carla Mazzuca Poggiolini, Pietro Milio, Antonino Mirone, Roberto Paggini, Elisa Pozza Tasca, Gianni Rivera, Luciana Sbarbati, Mariotto Segni, Mario Soldani e Denis Ugolini il 21 febbraio. Aderiscono al gruppo FLD: Stefano Aimone Prina, Emanuele Basile, Vincenzo Ciruzzi, Marcello Lazzati, Luigi Negri, Mauro Polli, Marco Romanello, Giuseppe Rossetto, Franca Valenti e Luigi Zocchi il 20 dicembre. Aderisce al gruppo LIF: Mauro Polli il 15 febbraio.
24. ↑  Nove deputati aderiscono al gruppo Misto durante il 1996. Abbandonando il gruppo LN: Roberto Asquini il 13 marzo, Maurizio Menegon, Corrado Arturo Peraboni e Pierluigi Petrini il 27 marzo. Abbandonando il gruppo Progr. Feder.: Stefano Podestà il 13 marzo, Ferdinando Schettino il 27 marzo. Abbandonando il gruppo AN: Cesare Cefaratti il 27 marzo, Teodoro Stefano Tascone il 18 aprile. Abbandonando il gruppo FLD: Marco Romanello il 7 febbraio.

Tre deputati abbandonano il gruppo Misto durante il 1996. Aderiscono al gruppo Progr. Feder.: Stefano Podestà il 10 gennaio, Riccardo Fragassi e Vincenzo Siniscalchi il 2 febbraio.

#### Modifiche nella nomenclatura dei gruppi parlamentari
1. ↑  Il gruppo Alleanza Nazionale - MSI (AN-MSI) cambia nome in Alleanza Nazionale (AN) il 7 febbraio 1995.
2. ↑  Il gruppo Federalisti e Liberaldemocratici (FLD) si forma il 19 dicembre 1994 con undici deputati aderenti provenienti dal gruppo Misto, cinque deputati aderenti provenienti dal gruppo LN e quattro deputati aderenti provenienti dal gruppo FI.
3. ↑  Il gruppo I Democratici (I Dem) si forma il 21 febbraio 1995 con sedici deputati aderenti provenienti dal gruppo Misto e cinque deputati aderenti provenienti dal gruppo Progr. Feder.

## Senato della Repubblica

### Consiglio di Presidenza

#### Presidente
Carlo Scognamiglio (FI) - L'elezione è avvenuta il 16 aprile 1994.

#### Vice presidenti
- Carlo Rognoni (Progr. Feder.)
- Michele Pinto (PPI)
- Marcello Staglieno (LIF)
- Romano Misserville (AN)

#### Questori
- Girolamo Tripodi (Rif.Com.-Progr.)
- Michele Arcangelo Bucci (FI)
- Giuseppe Specchia (AN)

#### Segretari
- Franca D'Alessandro Prisco (Progr. Feder.)
- Maria Rosaria Manieri (Lab.Soc.Progr.)
- Teresio Delfino (CDU)
- Gian Vittorio Campus (FI)
- Renato Meduri (AN)
- Antonio Serena  (LN)
- Giorgio Gandini  (LIF)
- Carmine Mancuso (FI)
- Giovanni Gei  (CCD) [dal 17/05/1994]
- Stefano Passigli (Sinistra Dem.) [dal 17/05/1994]
- Helga Thaler Ausserhofer  (Misto-SVP) [dal 22/06/1994]

### Capigruppo parlamentari
| Gruppo parlamentare | Gruppo parlamentare                   | Presidente                                                                   | Seggi    |
| ------------------- | ------------------------------------- | ---------------------------------------------------------------------------- | -------- |
|                     | Progressisti - Federativo             | Cesare Salvi                                                                 | 75 / 325 |
|                     | Alleanza Nazionale                    | Giulio Maceratini                                                            | 47 / 325 |
|                     | Lega Nord                             | Francesco Speroni [fino al 10/05/1994] Francesco Tabladini [dall'11/05/1994] | 40 / 325 |
|                     | Forza Italia                          | Cesare Previti [fino al 14/06/1994] Enrico La Loggia [dal 14/06/1994]        | 37 / 325 |
|                     | Misto                                 | Roland Riz                                                                   | 26 / 325 |
|                     | Partito Popolare Italiano             | Nicola Mancino                                                               | 21 / 325 |
|                     | Centro Cristiano Democratico          | Massimo Palombi                                                              | 15 / 325 |
|                     | Rifondazione Comunista - Progressisti | Ersilia Salvato                                                              | 14 / 325 |
|                     | Cristiani Democratici Uniti           | Gian Guido Folloni                                                           | 13 / 325 |
|                     | Progressisti-Verdi-La Rete            | Edoardo Ronchi                                                               | 10 / 325 |
|                     | Laburista-Socialista-Progressista     | Michele Sellitti                                                             | 10 / 325 |
|                     | Sinistra Democratica                  | Libero Gualtieri                                                             | 10 / 325 |
|                     | Lega Italiana Federalista             | Mario Rosso                                                                  | 7 / 325  |

### Commissioni parlamentari
| #    | Commissione | Presidente | Presidente                              |
| ---- | --- | ---------- | --------------------------------------- |
| I    | Affari costituzionali, affari della Presidenza del Consiglio e dell'Interno, ordinamento generale dello Stato e della Pubblica Amministrazione |            | Aldo Corasaniti (Sinistra Dem.)         |
| II   | Giustizia |            | Antonio Guarra (AN)                     |
| III  | Affari esteri, emigrazione |            | Gian Giacomo Migone (Progr. Feder.)     |
| IV   | Difesa |            | Raffaele Bertoni (Progr. Feder.)        |
| V    | Programmazione economica, bilancio |            | Silvano Boroli (FI)                     |
| VI   | Finanze e tesoro |            | Mauro Favilla (PPI)                     |
| VII  | Istruzione pubblica, beni culturali, ricerca scientifica, spettacolo e sport                                                                   |            | Ortensio Zecchino (PPI)                 |
| VIII | Lavori pubblici, comunicazioni |            | Rinaldo Bosco (Lega Nord)               |
| IX   | Agricoltura e produzione agroalimentare |            | Francesco Ferrari (PPI)                 |
| X    | Industria, commercio, turismo |            | Umberto Carpi (Progr. Feder.)           |
| XI   | Lavoro, previdenza sociale |            | Carlo Smuraglia (Progr. Feder.)         |
| XII  | Igiene e sanità |            | Maria Elisabetta Alberti Casellati (FI) |
| XIII | Territorio, ambiente, beni ambientali |            | Giorgio Brambilla (Lega Nord)           |

### Riepilogo della composizione
| Gruppo parlamentare al Senato della Repubblica | Gruppo parlamentare al Senato della Repubblica          | Gruppo parlamentare al Senato della Repubblica          | Gruppo parlamentare al Senato della Repubblica          | Inizio legislatura | 1994 | 1995 | Fine legislatura |
| ---------------------------------------------- | ------------------------------------------------------- | ------------------------------------------------------- | ------------------------------------------------------- | ------------------ | ---- | ---- | ---------------- |
|                                                | Progressisti - Federativo (Progr. Feder.)               | Progressisti - Federativo (Progr. Feder.)               | Progressisti - Federativo (Progr. Feder.)               | 76                 | 74   | 75   | 75               |
|                                                | Alleanza Nazionale (AN)                                 | Alleanza Nazionale (AN)                                 | Alleanza Nazionale (AN)                                 | 48                 | 48   | 47   | 47               |
|                                                | Lega Nord                                               | Lega Nord                                               | Lega Nord                                               | 60                 | 56   | 43   | 40               |
|                                                | Forza Italia (FI)                                       | Forza Italia (FI)                                       | Forza Italia (FI)                                       | 36                 | 37   | 37   | 37               |
|                                                | Partito Popolare Italiano (PPI)                         | Partito Popolare Italiano (PPI)                         | Partito Popolare Italiano (PPI)                         | 34                 | 33   | 21   | 21               |
|                                                | Centro Cristiano Democratico                            | Centro Cristiano Democratico                            | Centro Cristiano Democratico                            | 12                 | 14   | 15   | 15               |
|                                                | Rifondazione Comunista - Progressisti (Rif.Com.-Progr.) | Rifondazione Comunista - Progressisti (Rif.Com.-Progr.) | Rifondazione Comunista - Progressisti (Rif.Com.-Progr.) | 18                 | 18   | 14   | 14               |
|                                                | Cristiani Democratici Uniti (CDU)                       | Cristiani Democratici Uniti (CDU)                       | Cristiani Democratici Uniti (CDU)                       | —                  | —    | 12   | 13               |
|                                                | Laburista-Socialista-Progressista (Lab.Soc.Progr)       | Laburista-Socialista-Progressista (Lab.Soc.Progr)       | Laburista-Socialista-Progressista (Lab.Soc.Progr)       | 10                 | 10   | 10   | 10               |
|                                                | Sinistra Democratica (Sinistra Dem.)                    | Sinistra Democratica (Sinistra Dem.)                    | Sinistra Democratica (Sinistra Dem.)                    | —                  | 10   | 10   | 10               |
|                                                | Lega Italiana Federalista                               | Lega Italiana Federalista                               | Lega Italiana Federalista                               | —                  | —    | 10   | 10               |
|                                                | Progressisti-Verdi-La Rete (Pr. Verdi-Rete)             | Progressisti-Verdi-La Rete (Pr. Verdi-Rete)             | Progressisti-Verdi-La Rete (Pr. Verdi-Rete)             | 13                 | 13   | 12   | 7                |
|                                                | Gruppo misto                                            |                                                         | Non iscritti                                            | 16                 | 9    | 16   | 23               |
|                                                | Gruppo misto                                            | Südtiroler Volkspartei (SVP)                            | 3                                                       | 3                  | 3    | 3    |                  |
| Totale gruppo misto                            | Totale gruppo misto                                     | 19                                                      | 12                                                      | 19                 | 26   |      |                  |
| Totale                                         | Totale                                                  | Totale                                                  | Totale                                                  | 326                | 325  | 325  | 325              |

#### Modifiche nella composizione dei gruppi parlamentari
1. ↑  Due senatori abbandonano il gruppo Progr. Feder. durante il 1994. Aderiscono al gruppo Sinistra Dem.: Aldo Corasaniti e Ludovico Corrao il 30 maggio.
2. ↑  Un senatore aderisce al gruppo Progr. Feder. durante il 1995. Abbandonando il gruppo Rif.Com.-Progr.: Umberto Carpi il 23 maggio.

Due senatori del gruppo Progr. Feder. decedono durante il 1995: Carmine Garofalo il 23 febbraio, il 17 maggio è sostituito da Massimo Veltri; Pietro Laforgia il 6 dicembre, il 13 dicembre è sostituito da Domenico Favuzzi.
3. ↑  Un senatore abbandona il gruppo AN durante il 1995. Aderisce al gruppo LIF: Giuseppe Mininni-Jannuzzi il 20 settembre.
4. ↑  Un senatore aderisce al gruppo AN durante il 1996. Abbandonando il gruppo Misto-NI: Domenico Fisichella il 2 febbraio.

Un senatore abbandona il gruppo AN durante il 1996. Aderisce al gruppo Misto-NI: Domenico Fisichella il 26 gennaio.
5. ↑  Quattro senatori abbandonano il gruppo Lega Nord durante il 1994. Aderiscono al gruppo Misto-NI: Gianfranco Miglio il 16 maggio, Bruno Matteja il 19 ottobre. Aderiscono al gruppo CCD: Gilberto Cormegna e Maria Grazia Siliquini il 21 dicembre.
6. ↑  Tredici senatori abbandonano il gruppo Lega Nord durante il 1995. Aderiscono al gruppo Lega Federal.: Remo Andreoli, Costantino Armani, Giovanni Binaghi, Sergio Cappelli, Biagio Dell'Uomo, Renato Ellero, Giorgio Gandini, Andrea Guglieri, Mario Masiero e Mario Rosso il 23 gennaio, Emilio Podestà il 21 febbraio. Aderiscono al gruppo Misto-NI: Marcello Staglieno il 9 gennaio, Giovanna Briccarello il 10 gennaio.
7. ↑  Tre senatori abbandonano il gruppo Lega Nord durante il 1996. Aderiscono al gruppo Misto-NI: Luigi Roveda l'11 marzo, Renato Bastianetto il 12 marzo, Enrico Serra il 14 marzo.
8. ↑  Un senatore aderisce al gruppo FI durante il 1994. Abbandonando il gruppo PPI: Luigi Grillo il 25 luglio.
9. ↑  Un senatore aderisce al gruppo FI durante il 1995. Abbandonando il gruppo Pr. Verdi-Rete: Carmine Mancuso il 13 dicembre.

Un senatore del gruppo FI cessa dal mandato parlamentare durante il 1995: Giuseppe Nisticò il 4 luglio, l'11 luglio è sostituito da Franco Righetti che aderisce al gruppo CCD.
10. ↑  Un senatore abbandona il gruppo PPI durante il 1994. Aderisce al gruppo FI: Luigi Grillo il 25 luglio.

Un senatore del gruppo PPI decede durante il 1994: Vincenzo Bonandrini il 19 maggio, il 25 maggio è sostituito da Carlo Secchi.
11. ↑  Undici senatori abbandonano il gruppo PPI durante il 1995. Aderisce al gruppo Scudo Crociato: Carlo Ballesi, Giuseppe Camo, Rosario Giorgio Costa, Nuccio Cusumano, Aldo Degaudenz, Teresio Delfino, Gian Guido Folloni, Pietro Perlingieri, Carlo Secchi, Piero Tamponi e Tomaso Zanoletti il 4 luglio.

Un senatore del gruppo PPI cessa dal mandato parlamentare durante il 1995: Giuseppe Doppio il 13 luglio, il 18 luglio è sostituito da Pietro Fabris che aderisce al gruppo Scudo Crociato.
12. ↑  Due senatori aderiscono al gruppo CCD durante il 1994. Abbandonando il gruppo Lega Nord: Gilberto Cormegna e Maria Grazia Siliquini il 21 dicembre.
13. ↑  Un senatore aderisce al gruppo Scudo Crociato durante il 1995. Abbandonando il gruppo PPI: Carlo Secchi il 4 luglio.

Due senatori subentranti aderiscono al gruppo Scudo Crociato durante il 1995: Franco Righetti l'11 luglio, in sostituzione di Giuseppe Nisticò del gruppo FI; Pietro Fabris il 18 luglio, in sostituzione di Giuseppe Doppio del gruppo PPI.
14. ↑  Un senatore del gruppo Rif.Com.-Progr. decede durante il 1994: Antonio Fischetti il 15 giugno, il 14 settembre è sostituito da Domenico Gallo.
15. ↑  Quattro senatori abbandonano il gruppo Rif.Com.-Progr. durante il 1995. Aderiscono al gruppo Misto-NI: Angelo Rossi il 31 maggio, Domenico Gallo e Rino Serri il 15 giugno. Aderisce al gruppo Progr. Feder.: Umberto Carpi il 23 maggio.
16. ↑  Undici senatori aderiscono al gruppo Scudo Crociato durante il 1995. Abbandonando il gruppo PPI: Carlo Ballesi, Giuseppe Camo, Rosario Giorgio Costa, Nuccio Cusumano, Aldo Degaudenz, Teresio Delfino, Gian Guido Folloni, Pietro Perlingieri, Carlo Secchi, Piero Tamponi e Tomaso Zanoletti il 4 luglio.

Un senatore subentrante aderisce al gruppo Scudo Crociato durante il 1995: Pietro Fabris il 18 luglio, in sostituzione di Giuseppe Doppio del gruppo PPI.
17. ↑  Una senatrice aderisce al gruppo CDU durante il 1996. Abbandonando il gruppo Misto-NI: Giovanna Briccarello il 29 febbraio.
18. ↑  Dieci senatori aderiscono al gruppo Sinistra Dem. durante il 1994. Abbandonando il gruppo Misto-NI: Norberto Bobbio, Franco Debenedetti, Pietro Giurickovic, Libero Gualtieri, Stefano Passigli, Giancarlo Tapparo, Leo Valiani e Bruno Visentini il 30 maggio. Abbandonando il gruppo Progr. Feder.: Aldo Corasaniti e Ludovico Corrao il 30 maggio.
19. ↑  Un senatore del gruppo Sinistra Dem. decede durante il 1995: Bruno Visentini il 13 febbraio, il 21 febbraio è sostituito da Paolo Peruzza.
20. ↑  Tredici senatori aderiscono al gruppo Lega Federal./LIF durante il 1995. Abbandonando il gruppo Lega Nord: Remo Andreoli, Costantino Armani, Giovanni Binaghi, Sergio Cappelli, Biagio Dell'Uomo, Renato Ellero, Giorgio Gandini, Andrea Guglieri, Mario Masiero e Mario Rosso il 23 gennaio, Emilio Podestà il 21 febbraio. Abbandonando il gruppo AN: Giuseppe Mininni-Jannuzzi il 20 settembre. Abbandonando il gruppo Misto-NI: Marcello Staglieno il 20 settembre.

Tre senatori abbandonano il gruppo Lega Federal./LIF durante il 1995. Aderiscono al gruppo Misto-NI: Remo Andreoli il 16 maggio, Giovanni Binaghi e Mario Masiero il 20 settembre.
21. ↑  Un senatore abbandona il gruppo Pr. Verdi-Rete durante il 1995. Aderisce al gruppo FI: Carmine Mancuso il 13 dicembre.
22. ↑  Cinque senatori abbandonano il gruppo Progr. Verdi-Rete durante il 1996. Aderiscono al gruppo Misto-NI: Anna Maria Abramonte, Giovanni Campo, Pietro Cangelosi, Francesco de Notaris e Bruno Di Maio il 7 marzo.
23. ↑  Due senatori aderiscono al gruppo Misto-NI durante il 1994. Abbandonando il gruppo Lega Nord: Gianfranco Miglio il 16 maggio, Bruno Matteja il 19 ottobre.

Otto senatori abbandonano il gruppo Misto-NI durante il 1994. Aderiscono al gruppo Sinistra Dem.: Norberto Bobbio, Franco Debenedetti, Pietro Giurickovic, Libero Gualtieri, Stefano Passigli, Giancarlo Tapparo, Leo Valiani e Bruno Visentini il 30 maggio.

Un senatore del gruppo Misto-NI decede durante il 1994: Giovanni Spadolini il 4 agosto.
24. ↑  Otto senatori aderiscono al gruppo Misto-NI durante il 1995. Abbandonando il gruppo Lega Federal./LIF: Remo Andreoli il 16 maggio, Giovanni Binaghi e Mario Masiero il 20 settembre. Abbandonando il gruppo Rif.Com.-Progr.: Angelo Rossi il 1º giugno, Domenico Gallo e Rino Serri il 15 giugno. Abbandonando il gruppo Lega Nord: Marcello Staglieno il 9 gennaio, Giovanna Briccarello il 10 gennaio.

Un senatore abbandona il gruppo Misto-NI durante il 1995. Aderisce al gruppo LIF: Marcello Staglieno il 20 settembre.
25. ↑  Nove senatori aderiscono al gruppo Misto-NI durante il 1996. Abbandonando il gruppo Progr. Verdi-Rete: Anna Maria Abramonte, Giovanni Campo, Pietro Cangelosi, Francesco de Notaris e Bruno Di Maio il 7 marzo. Abbandonando il gruppo Lega Nord: Luigi Roveda l'11 marzo, Renato Bastianetto il 12 marzo, Enrico Serra il 14 marzo. Abbandonando il gruppo AN: Domenico Fisichella il 26 gennaio. 

Due senatori abbandonano il gruppo Misto-NI durante il 1996. Aderisce al gruppo AN: Domenico Fisichella il 2 febbraio. Aderisce al gruppo CDU: Giovanna Briccarello il 29 febbraio.

#### Modifiche nella nomenclatura dei gruppi parlamentari
1. ↑  Il gruppo Alleanza Nazionale - Movimento Sociale Italiano (AN-MSI) cambia nome in Alleanza Nazionale (AN) il 1º febbraio 1995.
2. ↑  Il gruppo Scudo Crociato si forma il 4 luglio 1995 con undici senatori aderenti provenienti dal gruppo PPI.

Il gruppo cambia nome in Cristiani Democratici Uniti (CDU) il 26 luglio 1995.
3. ↑  Il gruppo Progressista - PSI (Progr. PSI) cambia nome in Laburista-Socialista-Progressita (Lab.Soc.Progr.) l'11 gennaio 1995.
4. ↑  Il gruppo Sinistra Democratica (Sinistra Dem.) si forma il 30 maggio 1994 con otto senatori aderenti provenienti dal gruppo Misto-NI e due senatori aderenti provenienti dal gruppo Progr. Feder.
5. ↑  Il gruppo Lega Federalista Italiana (Lega Federal.) si forma il 23 gennaio 1995 con dieci senatori aderenti provenienti dal gruppo Lega Nord.

Il gruppo cambia nome in Lega Italiana Federalista - U.F. (Lega It.Fed.-UF) il 28 giugno 1995.

Il gruppo cambia nome in Lega Italiana Federalista (LIF) il 6 luglio 1995.